# Jean Mermoz
Jean Mermoz (ur. 9 grudnia 1901, zm. 7 grudnia 1936) – francuski lotnik, pionier komunikacji lotniczej, w tym transatlantyckiej, tragicznie zmarły. Jest jednym z najbardziej znanych francuskich lotników.

## Życiorys
Urodził się 9 grudnia 1901 w Aubenton. W 1919 ukończył wojskową szkołę pilotów w Istres i uzyskał dyplom pilota, po czym służył w eskadrze lotniczej w Palmyrze w Syrii. W 1923 został zdemobilizowany, po czym szukał dalszej pracy w lotnictwie. W październiku 1924 został zatrudniony w lotniczym Towarzystwie Latécoère w Tuluzie, początkowo jedynie jako mechanik w warsztatach samolotów. Po kilku miesiącach został zatrudniony jako pilot (doszło do tego w anegdotycznych okolicznościach – podczas lotu testowego Mermoz wykonał akrobacje nad lotniskiem, po czym szef pilotów Didier Daurat oznajmił mu, że nie potrzebują akrobatów i żeby poszukał pracy w cyrku, lecz mimo to polecił wykonać kolejny lot).
Od 1925 jako pilot linii lotniczej Latécoère przewoził głównie pocztę samolotami Breguet 14 na trasie Tuluza–Alicante–Casablanca (opisywanej przez swojego kolegę de Saint-Exupery'ego). W przeciągu tego roku przeleciał największą liczbę kilometrów (120 000) z pilotów francuskich, za co został uhonorowany medalem Aeroklubu Francji. Następnie latał nad Saharą na linii Casablanca–Dakar. Latanie w tym okresie nad Afryką wiązało się z licznymi trudnościami, m.in. po jednym przymusowym lądowaniu na skutek awarii Mermoz trafił do niewoli plemienia Beduinów, z której musiał zostać wykupiony przez towarzystwo. 
W 1928 trafił jako szef pilotów na nowo uruchomioną linię pocztową Aéropostale w Ameryce Południowej. Poczta była zbierana z miast południowoamerykańskich do Natalu, skąd była dalej transportowana do Dakaru statkiem. Sam intensywnie latał na nowej linii, między innymi między Rio de Janeiro a Buenos Aires. W kwietniu 1928 zainaugurował wykonywanie lotów w nocy, mimo niebezpieczeństw płynących z braku punktów orientacyjnych i słabości przyrządów nawigacyjnych. Dla uzyskania dogodnego połączenia wybrzeża atlantyckiego Ameryki z Chile, na początku marca 1929 pokonał samolotem Latécoère 25 z mechanikiem Collenotem Andy, położone na granicy wysokości dostępnej dla ówczesnych samolotów, lądując podczas tego przymusowo w trudnych warunkach w górach, nad przepaściami. Po przymusowym lądowaniu na szczycie góry po starcie z Concepción, samolot staczał się w kierunku przepaści, lecz Mermoz wyskoczył i sam przytrzymał koło. 9 marca 1928 lądował przymusowo w górach na wysokości 4800 m. Wraz z Collenotem przez trzy dni pracowali na mrozie nad prowizoryczną naprawą chłodnicy samolotu, demontując przy tym zbędne do lotu elementy dla zmniejszenia masy i przez 8 godzin pchali samolot pół kilometra pod górę do miejsca startu. W końcu Mermoz zdołał wystartować, nurkując samolotem w dolinę na końcu płaszczyzny i lądując w Copiapo. Po otrzymaniu lepszego samolotu Potez 25, 14 lipca 1929 odbył pierwszy lot z pocztą na Andami, otwierając linię między Santiago w Chile a Argentyną.

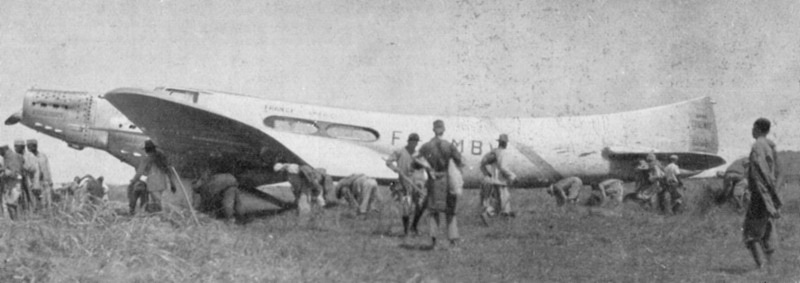
Samolot Couzinet 70 „l'Arc-en-Ciel”

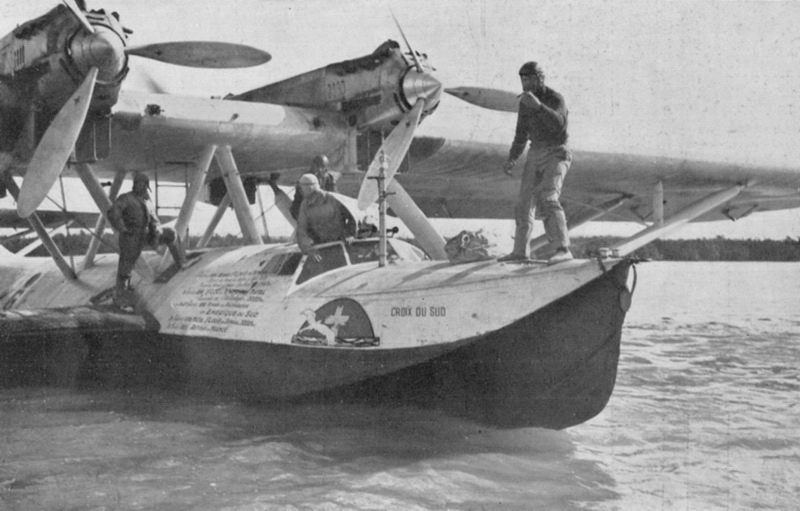
Łódź latająca Latécoère 300 „Croix-du-Sud”

W styczniu 1930 Mermoz powrócił do Francji. W celu wyeliminowania konieczności dziesięciodniowego transportu poczty statkiem między Natalem a Dakarem, podjął próby otwarcia komunikacji lotniczej przez południowy Atlantyk. Między 11 a 12 maja 1930 ustanowił rekord odległości 4308,34 km w locie między Tuluzą a Saint Louis w Senegalu, wodnosamolotem Latécoère 28-3 „Comte-de-La Vaulx”. Następnie, między 12 a 13 maja przeleciał w czasie 21 h 10 m Atlantyk z Saint Louis do Natalu (3173,2 km). Podczas lotu powrotnego, samolot wodował przymusowo na skutek awarii, lecz Mermoz z załogą zostali uratowani przez statek.
Mermoz dokonał następnie kilku dalszych długodystansowych przelotów: między 30 marca i 2 kwietnia 1931 samolotem Bernard 80 rekord odległości 8960 km w czasie 59 h 13' (z Paillardem), a w dniach 12-22 stycznia 1933 samolotem Couzinet 70 „l'Arc-en-Ciel” z Collenotem na trasie z Paryża do Buenos Aires, w tym 16 stycznia w czasie 14 h 27' przez Atlantyk z Saint Louis do Natalu. W 1934 pokonał 6 razy Atlantyk. W grudniu 1935 uruchomiono regularne cotygodniowe połączenia pocztowe przez południowy Atlantyk.
7 grudnia 1936 rano Mermoz wyleciał z Dakaru czterosilnikową łodzią latającą Latécoère 300 „Croix du Sud” (Krzyż Południa) z 4 osobami załogi, po czym samolot zaginął z całą załogą. Gdy był w odległości ok. 800 km od Dakaru, otrzymano jedynie informację radiową z samolotu o zatrzymaniu prawego tylnego silnika; szczegółowych losów samolotu i przyczyn katastrofy nie ustalono. Przypuszcza się, że śmigło mogło uszkodzić kadłub samolotu w części ogonowej, przez co mógł wpaść do wody, tracąc jednocześnie pływalność. Jedną z hipotez przyczyny katastrofy jest sabotaż samolotów Aéropostale przez nazistowską agenturę.  
Jean Mermoz pod koniec życia był głównym inspektorem pilotem linii Air France, która powstała w 1934 na miejsce Aéropostale. Był odznaczony m.in. Krzyżem Komandorskim Legii Honorowej (1934), a pośmiertnie Wielkim Złotym Medalem FAI. Wylatał 8200 godzin na samolotach, 24 razy przeleciał Atlantyk południowy. 